# Pohár mistrů evropských zemí 1988/1989
Sezóna 1988/89 byla 34. ročníkem Poháru mistrů evropských zemí. Jejím vítězem se stal italský klub AC Milán.
I v tomto ročníku pokračoval ban anglických týmů.

## První kolo
| Domácí v 1. zápase  | Celkem | Hosté v 1. zápase   | 1. zápas | 2. zápas |
| ------------------- | ------ | ------------------- | -------- | -------- |
| PSV                 |        | –                   | –        | –        |
| FC Porto            | 3–2    | HJK Helsinki        | 3–0      | 0–2      |
| Górnik Zabrze       | 7–1    | Jeunesse Esch       | 3–0      | 4–1      |
| Real Madrid         | 4–0    | Moss                | 3–0      | 1–0      |
| Budapešť Honvéd     | 1–4    | Celtic FC           | 1–0      | 0–4      |
| Dynamo Berlin       | 3–5    | Werder Bremen       | 3–0      | 0–5      |
| Vitosha             | 2–7    | AC Milán            | 0–2      | 2–5      |
| Dundalk FC          | 0–8    | CZ Bělehrad         | 0–5      | 0–3      |
| Ħamrun Spartans     | 2–3    | 17 Nëntori Tirana   | 2–1      | 0–2      |
| Pezoporikos Larnaka | 2–7    | IFK Göteborg        | 1–2      | 1–5      |
| AC Sparta Praha     | 3–7    | FC Steaua București | 1–5      | 2–2      |
| FK Spartak Moskva   | 3–1    | Glentoran           | 2–0      | 1–1      |
| Club Brugge KV      | 2–21   | Brøndby             | 1–0      | 1–2      |
| Valur               | 1–2    | Monaco              | 1–0      | 0–2      |
| Larissa             | 3–32   | Neuchâtel Xamax     | 2–1      | 1–2      |
| Rapid Vídeň         | 2–3    | Galatasaray         | 2–1      | 0–2      |

1 Club Brugge KV postoupil do dalšího kola díky více vstřeleným brankám na hřišti soupeře.
2 Neuchâtel Xamax zvítězil na penalty.

## Druhé kolo
| Domácí v 1. zápase  | Celkem | Hosté v 1. zápase | 1. zápas | 2. zápas |
| ------------------- | ------ | ----------------- | -------- | -------- |
| PSV                 | 5–2    | FC Porto          | 5–0      | 0–2      |
| Górnik Zabrze       | 2–4    | Real Madrid       | 0–1      | 2–3      |
| Celtic FC           | 0–1    | Werder Bremen     | 0–1      | 0–0      |
| AC Milán            | 2–21   | CZ Bělehrad       | 1–1      | 1–1      |
| 17 Nëntori Tirana   | 0–4    | IFK Göteborg      | 0–3      | 0–1      |
| FC Steaua București | 5–1    | FK Spartak Moskva | 3–0      | 2–1      |
| Club Brugge KV      | 2–6    | Monaco            | 1–0      | 1–6      |
| Neuchâtel Xamax     | 3–5    | Galatasaray       | 3–0      | 0–5      |

1 Milan zvítězil na 4:2 na penalty.

## Čtvrtfinále
| Domácí v 1. zápase | Celkem | Hosté v 1. zápase   | 1. zápas | 2. zápas |
| ------------------ | ------ | ------------------- | -------- | -------- |
| PSV                | 2–3    | Real Madrid         | 1–1      | 1–2      |
| Werder Bremen      | 0–1    | AC Milán            | 0–0      | 0–1      |
| IFK Göteborg       | 2–5    | FC Steaua București | 1–0      | 1–5      |
| Monaco             | 1–2    | Galatasaray         | 0–1      | 1–1      |

## Semifinále
| Domácí v 1. zápase  | Celkem | Hosté v 1. zápase | 1. zápas | 2. zápas |
| ------------------- | ------ | ----------------- | -------- | -------- |
| Real Madrid         | 1–6    | AC Milán          | 1–1      | 0–5      |
| FC Steaua București | 5–1    | Galatasaray       | 4–0      | 1–1      |

## Finále
| 24. května 1989                              |        |                     |                                                                          |
| AC Milán                                     | 4–0    | FC Steaua București | Camp Nou, Barcelona diváci: 97 000 rozhodčí: Karl-Heinz Tritschler (NSR) |
| Ruud Gullit 18' 39' Marco van Basten 27' 47' | Report |                     | Camp Nou, Barcelona diváci: 97 000 rozhodčí: Karl-Heinz Tritschler (NSR) |

## Vítěz
| Pohár mistrů evropských zemí 1988/89 AC Milán (3. titul) Giovanni Galli, Mauro Tassotti, Paolo Maldini, Alessandro Costacurta, Franco Baresi , Angelo Colombo, Frank Rijkaard, Carlo Ancelotti, Roberto Donadoni, Marco van Basten, Ruud Gullit, Davide Pinato, Filippo Galli, Roberto Mussi, Alberico Evani, Pietro Paolo Virdis Trenér: Arrigo Sacchi |